# Шрамы 3D
Шрамы 3D — испанский остросюжетный фильм режиссёра Серхи Визкайно, мировая премьера которого состоялась 9 декабря 2011 года. В России фильм вышел 2 февраля 2012 года.

## Сюжет
Анджела, студентка психиатрического факультета, с другими студентами медицинского института отправляются в заброшенную сеть пещер, где, по легенде, до сих пор блуждает призрак умершего доктора, ради исследования мифов о человеческом подсознании. Они уверены, что сейчас встречи с паранормальным в наш современный век — не более, чем игра воображения и желают исследовать эти явления. Но, прибыв к месту назначения, исследователи неожиданно начинают погибать один за другим самыми страшными способами...

## В ролях
| Актёр                 | Роль              |
| --------------------- | ----------------- |
| Амайя Саламанка       | Анджела           |
| Макси Иглесиас        | Хосе              |
| Луис Фернандес        | Карлос            |
| Урсула Корберо        | Белен             |
| Оскар Синела          | Тони              |
| Альба Рибас           | Диана             |
| Мануэль Де Блас       | доктор Матарга    |
| Мигель Анхель Дженнер | профессор Фуэнтес |

## Примечание
1. ↑  Фильм Шрамы 3D отзывы и рецензии. Дата обращения: 14 января 2013. Архивировано 31 декабря 2012 года.
2. ↑  ШРАМЫ 3D бюджет и сборы - kinobusiness.com. Дата обращения: 14 января 2013. Архивировано из оригинала 8 сентября 2013 года.
3. ↑  Шрамы 3D (2011) — КиноПорт.Орг. Дата обращения: 14 января 2013. Архивировано из оригинала 31 декабря 2012 года.